# 205 (szám)
A 205 (római számmal: CCV) egy természetes szám, félprím, az 5 és a 41 szorzata.

## A szám a matematikában
A tízes számrendszerbeli 205-ös a kettes számrendszerben 11001101, a nyolcas számrendszerben 315, a tizenhatos számrendszerben CD alakban írható fel.
A 205 páratlan szám, összetett szám, azon belül félprím, kanonikus alakban az 51 · 411 szorzattal, normálalakban a 2,05 · 102 szorzattal írható fel. Négy osztója van a természetes számok halmazán, ezek növekvő sorrendben: 1, 5, 41 és 205.
Huszonkétszögszám.
A 205 négyzete 42 025, köbe 8 615 125, négyzetgyöke 14,31782, köbgyöke 5,89637, reciproka 0,004878. A 205 egység sugarú kör kerülete 1288,05299 egység, területe 132 025,43127 területegység; a 205 egység sugarú gömb térfogata 36 086 951,2 térfogategység.
A 205 helyen az Euler-függvény helyettesítési értéke 160, a Möbius-függvényé 1, a Mertens-függvényé −4.

## A szám mint sorszám, jelzés
A 205-ös szám szerepel a Peugeot 205 autó nevében.